# ボクたちはみんな大人になれなかった
『ボクたちはみんな大人になれなかった』（ボクたちはみんなおとなになれなかった）は、燃え殻による日本の恋愛小説。のちに映画化、漫画化のメディアミックスが展開されている。

## 概要
過去に失恋した彼女のFacebookに誤って「友達申請」をしてしまった「ボク」の一日を描く、燃え殻の小説デビュー作。
note運営のコンテンツ配信サイト・cakesにて連載されたのち、2017年6月30日に新潮社から刊行された。2018年12月1日に文庫化された。
2021年に実写映画化、漫画化され、本作の「その後の物語」として『これはただの夏』（これはただのなつ）が2021年7月に刊行されている。

## 制作背景
著者の燃え殻は、テレビ美術の制作会社で約20年間働き続けていたが、日々の変化に乏しい生活の中で、「何もない自分」が嫌と感じていた。そんな閉塞感の中でSNSに投稿していた文章が注目を集め、小説をウェブ連載する機会に恵まれ本作刊行へとつながっており、本作には燃え殻自身の内面の欠落や若き日の焦燥が反映されている。
本作には1995年から2020年までの時代を背景に、主人公の「ボク」が変化していく様子が描かれており、燃え殻の記憶や体験が散りばめられ、「あの頃の匂い」「当時の音楽」「風景」といった感覚的な要素も意識的に取り入れられている。執筆過程では、過去に埋もれていた断片的な記憶や感情を掘り起こし、自らの人生を見つめ直す作業となり、こうして生まれた作品は、「忘れていた記憶を思い出した」と多くの読者の共感を呼び、世代を超えて支持された。
映画化に際し、原作と距離を取るつもりでいたが、完成した作品を観た燃え殻は、その映像表現によって記憶や感情が予想以上に鮮明に再現されたことに驚きを感じた。小説執筆時には掴みきれなかった記憶や当時の空気感が、映画の中で「解像度を上げて」立ち現れ、自身の作品が他者によって可視化されたことに、ある種の戸惑いと感動を覚えた。その結果、映画は森義仁監督の作品であると同時に、「自分の半分でもある」とまで感じられるほど、創作と自己の境界が曖昧になっていった。
燃え殻は、小説を書く行為を「未来の自分への手がかり」と捉えており、今は言語化できない感情や出来事を文章として記録しておくことで、未来の自分がそれを理解できる日が来ると信じている。小説はその手がかりであり、同時に読者にとっても、自分の過去と向き合う契機となりうると考えている。燃え殻自身、人と深く関わることが少なかった人生を振り返りつつも、作品を通して「先に言葉を出す役割」を果たすことで、他者の記憶や感情を引き出す存在になっていると自覚している。

## 登場人物
佐藤
テレビ美術制作会社の社員。
三好 英明
佐藤が勤務するテレビ美術制作会社の社長。
関口 健太
テレビ美術製作会社の社員で、佐藤の同僚。
かおり
佐藤の昔の恋人。

## 評価
初版発行以来、文庫本にエッセイを寄せたあいみょんをはじめ、糸井重里、小沢一敬、会田誠、吉岡里帆、兼近大樹（EXIT）など様々なジャンルの著名人が絶賛のコメントを送っている。

## 書誌情報
- 燃え殻『ボクたちはみんな大人になれなかった』
  - 単行本：2017年06月30日発売[1]、新潮社、ISBN 978-4-10-351011-6
  - 文庫本：2018年11月28日発売[2]、新潮文庫、ISBN 978-4-10-100351-1

オーディオブック化されていて、草尾毅の朗読により、2018年にAudibleからデータ配信されている

## 映画
2021年11月5日に日本国内で劇場公開及びNetflixにて全世界同時配信。監督は森義仁、主演は森山未來。

### キャスト
- 佐藤誠：森山未來
- 加藤かおり：伊藤沙莉[10][11]
- 関口健太：東出昌大[12]
- スー：SUMIRE[13]
- 七瀬俊彦：篠原篤[14]
- 佐内慶一郎：平岳大
- いわい彩花：片山萌美
- 恩田隆行：高嶋政伸
- 大黒光夫：ラサール石井
- 石田恵[注釈 1]：大島優子[16][17]
- 三好英明：萩原聖人[18]
- 篠原悠伸
- 岡山天音
- 奥野瑛太
- 佐藤貢三
- カトウシンスケ
- 吉岡睦雄
- 渡辺大知
- 徳永えり
- 原日出子

### スタッフ
- 原作：燃え殻『ボクたちはみんな大人になれなかった』（新潮文庫刊）
- 監督：森義仁
- 脚本：高田亮
- 音楽：tomisiro
- 撮影監督：吉田明義
- 美術：林田裕至
- 照明：つぐひらTKD
- 録音：西正義
- 装飾：坂本朗
- セットデザイン：郡司英雄
- ヘアメイク：MARI IKEDA、aiko
- VFXスーパーバイザー：小坂一順
- 編集：岩間徳裕
- サウンドデザイン / リレコーディングミックス：浅梨なおこ
- スチール：木村和平
- 助監督：川井隼人
- 制作担当：栗林直人
- 題字：熊谷菜生
- アソシエイト・プロデューサー：近藤多聞
- ライン・プロデューサー：保中良介
- エグゼクティブ・プロデューサー：坂本和隆
- プロデューサー：山本晃久
- 配給：ビターズ・エンド
- 企画・制作プロダクション：C&Iエンタテインメント

## 漫画
2021年22号から2022年8号まで『イブニング』（講談社）にて、野原多央によるコミカライズ版が連載された。
- 野原多央（漫画）・燃え殻（原作） 『ボクたちはみんな大人になれなかった』講談社〈イブニングKC〉、全1巻
  1. 2022年4月21日発売、ISBN 978-4-06-527452-1